# Membre
Membre is een dorpje in de Belgische provincie Namen en een deelgemeente van Vresse-sur-Semois. Het dorpje ligt in een meander van de Semois. Tot 1965 was het een zelfstandige gemeente.

## Demografische ontwikkeling
- Bronnen:NIS, Opm:1831 tot en met 1961=volkstellingen

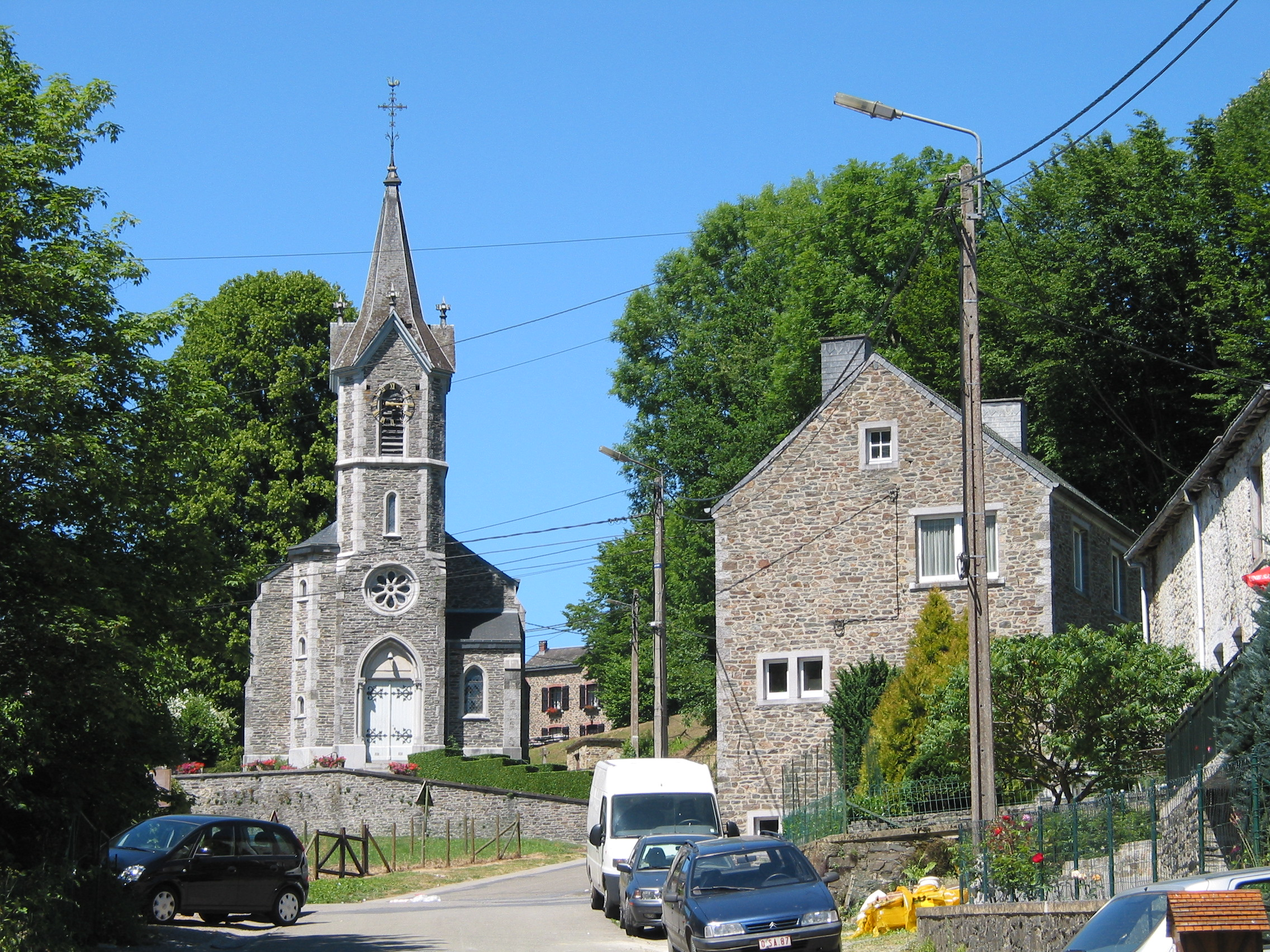
Dorpscentrum van Membre

## Bezienswaardigheden
- De Église Saint-Fiacre uit 1887